# Merguez

Merguez

Merguez – pikantna kiełbaska z jagnięciny lub – rzadziej – z wołowiny, pieczona na ogniu. Tradycyjna potrawa kuchni tunezyjskiej.